# Distribució log-logística

Gràfic de la funció de densitat log-logística.

Grfic de la funció de distribució log-logística.

En probabilitat i estadística, la distribució log-logística (coneguda com a distribució de Fisk en economia) és una distribució de probabilitat contínua per a una variable aleatòria no negativa. S'utilitza en l'anàlisi de supervivència com a model paramètric d'esdeveniments la taxa dels quals augmenta inicialment i disminueix posteriorment, com, per exemple, la taxa de mortalitat per càncer després del diagnòstic o tractament. També s'ha utilitzat en hidrologia per modelar el cabal i la precipitació del corrent, en economia com a model simple de distribució de la riquesa o la renda, i en xarxes per modelar els temps de transmissió de dades considerant tant la xarxa com el programari.
La distribució log-logística és la distribució de probabilitat d'una variable aleatòria el logaritme de la qual té una distribució logística. Té una forma similar a la distribució log-normal però té cues més pesades. A diferència del log-normal, la seva funció de distribució acumulada es pot escriure en forma tancada. Hi ha diverses parametritzacions diferents de la distribució en ús. El que es mostra aquí ofereix paràmetres raonablement interpretables i una forma senzilla per a la funció de distribució acumulada. El paràmetre {\displaystyle \alpha >0} és un paràmetre d'escala i també és la mediana de la distribució. El paràmetre {\displaystyle \beta >0} és un paràmetre de forma. La distribució és unimodal quan {\displaystyle \beta >1} i la seva dispersió disminueix a mesura que {\displaystyle \beta } augmenta.
La funció de distribució acumulada és
{\displaystyle {\begin{aligned}F(x;\alpha ,\beta )&={1 \over 1+(x/\alpha )^{-\beta }}\\[5pt]&={(x/\alpha )^{\beta } \over 1+(x/\alpha )^{\beta }}\\[5pt]&={x^{\beta } \over \alpha ^{\beta }+x^{\beta }}\end{aligned}}}
on {\displaystyle x>0}, {\displaystyle \alpha >0}, {\displaystyle \beta >0.}
La funció de densitat de probabilitat és
{\displaystyle f(x;\alpha ,\beta )={\frac {(\beta /\alpha )(x/\alpha )^{\beta -1}}{\left(1+(x/\alpha )^{\beta }\right)^{2}}}}